# Antonia Graschberger
Antonia Graschberger (* 1958 in Memmingen) ist eine deutsche Grafikerin.

## Leben und Wirken
Antonia Graschbergers erste Briefmarke war die Sondermarke zur IGA '83, die sie aus verschiedenen Materialien, unter anderem Acryl auf Papier, als eine Fantasie-Blumen-Collage erschuf.
Im Jahr 2001 entwarf sie die Wohlfahrtsmarke Audrey Hepburn, die als wertvollste moderne Briefmarke der Welt gilt.